# Gereformeerde Kerken onder het Kruis
Gereformeerde Kerken onder het Kruis, GKK  (Reformerta kyrkor under korset) var ett reformert trossamfund, som i likhet med Christelijke Afgescheiden Gemeenten, uppstod ur avskiljningen 1834. 1869 gick dessa båda kyrkor samman och bildade Kristna Reformerta Kyrkan i Nederländerna.
En minoritet av församlingarna inom samfundet valde dock att fortsätta under det gamla namnet GKK tills man 1907 gick samman med de Ledeboerianska församlingarna och bildade de Reformerta församlingarna i Nederländerna och Nordamerika.